# Dima Aktaa
Dima Aktaa (àrab: ديما الأكتع, Dīmā al-Aktaʿ) (Síria, 1994) és una atleta i corredora de fons siriana, inclosa a la llista de les 100 dones de la BBC el 2022, el mateix any que va començar els entrenaments per competir en els 100 metres als Jocs Paralímpics d'estiu de 2024.

## Biografia
Aktaa va néixer l'any 1994 a Síria. L'agost de 2012 la seva casa de Salqin, prop d'Idlib, va ser bombardejada i els efectes de l'explosió li van fer perdre una cama. La família va marxar de Síria cap al Líban, on va viure durant uns quants anys, abans d'emigrar al Regne Unit com a refugiats el 2017. Ella i la seva família es van establir a Bedfordshire el 2018 i allà, gràcies al sistema de salut anglès, va aconseguir la seva primera cama ortopèdica. Uns anys després, va aconseguir una cama ortopèdica per córrer i va iniciar els entrenaments i les curses per aconseguir finançament per a pròtesis per als infants que han perdut extremitats a causa de les guerres.
Durant la pandèmia de COVID-19, va formar part d'una iniciativa a peu que va recaptar més de 70.000 £ per donar suport les vacunacions als camps de refugiats. El 2022 Aktaa va començar a entrenar-se per competir en els 100 m als Jocs Paralímpics d'estiu de 2024.

## Reconeixements
El 2020 va ser reconeguda com a membre de The Lionhearts, una selecció alternativa de futbol anglesa. La cantant pop Anne-Marie va escriure una cançó sobre la seva vida.
Les contribucions d'Aktaa a l'esport i la conscienciació sobre la discapacitat van propiciar la seva inclusió a la llista de 100 dones de la BBC el 2022.